# Кенай (озеро)
Кенай (англ. Kenai Lake) — озеро в США на юге штата Аляска.
Озеро ледникового происхождения лежит примерно в 100 км к югу от Анкориджа. Его длина составляет около 37 км, ширина — около 2 км, его глубина составляет около 173 м, самая глубокая точка лежит на 41 м ниже уровня моря. Озеро имеет форму бумеранга и состоит из четырёх прямых участков, соединённых под различными углами. Дно озера плоское, от него отвесно поднимаются горные склоны.
Расположено рядом с горами Кенай, из озера берёт начало река Кенай. Озеро является популярным местом для рыбалки и других видов отдыха, подъезды к воде имеются с двух шоссе. В озере водится нерка.
Великое Аляскинское землетрясение 1964 года деформировало озеро и вызвало подводные оползни.